# Calozenillia perlucida
Calozenillia perlucida är en tvåvingeart som först beskrevs av Karsch 1886.  Calozenillia perlucida ingår i släktet Calozenillia och familjen parasitflugor. Inga underarter finns listade i Catalogue of Life.